# Manduca tucumana
Espèce
Manduca tucumana est une espèce de papillons de nuit de la famille des Sphingidae, de la sous-famille des Sphinginae et de la tribu des Sphingini.

## Description
L'envergure est d'environ 108 mm. Elle est semblable en apparence à plusieurs autres membres du genre Manduca, mais un certain nombre de différences la distingue de Manduca Pellenia et Manduca scutata, à laquelle elle se compare plus étroitement, en particulier sa tête nettement plus pâle, de même que le thorax et la face supérieure de l'ail antérieure. Mais surtout une tâche discale presque blanche et des lignes et franges sur le dessus de l'aile antérieure très pâles. La partie inférieure de l'abdomen est légèrement saumonée.

## Distribution et habitat
Distribution
L'espèce est connue au Argentine et en Bolivie.

## Biologie
Les imagos volent de Mars à Novembre voire à Décembre en Argentine montrant qu'il y a au moins deux générations.

## Systématique
- L'espèce Manduca tucumana a été décrite par les entomologistes Lionel Walter Rothschild et Karl Jordan en 1903, sous le nom initial de Protoparce tucumana.
- La localité type est la Province de Tucumán en Argentine.

### Synonymie
- Protoparce tucumana Rothschild & Jordan, 1916 Protonyme